# Ennomos carpinaria
Ennomos carpinaria är en fjärilsart som beskrevs av Jacob Hübner 1796-1799. Ennomos carpinaria ingår i släktet Ennomos och familjen mätare. Inga underarter finns listade i Catalogue of Life.